# Il piccolo vetraio
Il piccolo vetraio è un film drammatico del 1955, diretto da Giorgio Capitani, tratto dal romanzo Il racconto del piccolo vetraio di Olimpia de Gaspari.

## Trama
Piero e Nino, figli di pescatori, vengono affidati a un signore francese che recluta giovani per la sua vetreria, dove verranno sfruttati senza pietà.
Nino si ammala e muore. Piero riuscirà a fuggire e a tornare in Italia.

## Produzione
La pellicola è ascrivibile al filone dei melodrammi strappalacrime, allora molto popolare tra il pubblico italiano, in seguito ribattezzato dalla critica con il termine neorealismo d'appendice.

## Distribuzione
Il film venne distribuito nelle sale cinematografiche italiane nel novembre del 1955.
Venne in seguito distribuito anche in Francia con il titolo Les Vitriers.